# Platinum Football Club
Ne doit pas être confondu avec le Football Club Platinum, un club zimbabwéen de football.
Le Platinum Football Club, plus couramment abrégé en Platinum FC, est un club saint-lucien de football fondé en 2005 et basé dans la ville de Vieux Fort.

## Histoire
Le Platinum FC est d'abord connu localement pour ses performances en futsal puisque le club remporte deux titre nationaux en 2012 et 2013 et se qualifie au Guinness Street Challenge, une compétition régionale dans les Caraïbes.
Le club évolue en deuxième division jusqu'au début des années 2010. C'est avec sa performance en President's Cup en 2015 que le Platinum FC obtient le droit de jouer en première division depuis 2016.
En 2017, l'équipe de Vieux Fort est vice-championne de Sainte-Lucie, terminant à deux points du vainqueur, Northern United All Stars. Lors de la saison 2018, le Platinum FC est sacré champion de Sainte-Lucie pour la première fois de son histoire, devançant VSADC à la différence de buts. L'équipe récidive en 2019 dépassant Uptown Rebels de nouveau à la différence de buts pour s'adjuger un deuxième titre consécutif.
Grâce à son succès en 2018, l'équipe participe au Caribbean Club Shield 2019 organisé à Curaçao en avril 2019. Placé dans le groupe C, le représentant de Sainte-Lucie ne se qualifie pas pour les quarts de finale en terminant troisième. L'édition 2020 du championnat est abandonnée après seulement quelques rencontres en raison de la pandémie de Covid-19. C'est donc en 2021 que le Platinum FC remet encore une fois son titre en jeu et parvient à réussir une saison parfaite puisque le club remporte ses huit rencontres et décroche son troisième titre en autant de saisons.

## Stade
Le club évolue au Philip Marcellin Grounds (en) situé à Vieux Fort, à proximité de l'aéroport international d'Hewanorra.

## Palmarès
| Compétitions nationales                                                               | Compétitions internationales                        |
| - First Division (3) - Champion : 2018, 2019 et 2021. - Vice-champion : 2017 et 2022. | - Caribbean Club Shield - Une participation : 2019. |

## Couleurs et logo
Les couleurs du Platinum sont le bleu foncé et le doré. Son logo n'est pas sans rappeler celui du Galaxy de Los Angeles, franchise de Major League Soccer.